# Joachim Kalka
Joachim Kalka (* 1948 in Stuttgart) ist ein deutscher Schriftsteller und Übersetzer.

## Leben und Werk
Joachim Kalka veröffentlicht seit 1976 essayistische Beiträge in Literatur- und Theorie-Zeitschriften. Im Hauptberuf ist er seit den Achtzigerjahren Übersetzer literarischer Texte und Sachbücher aus dem Englischen und Französischen. Er lebt in Leipzig.
Joachim Kalka ist seit 1997 Mitglied der Deutschen Akademie für Sprache und Dichtung in Darmstadt, seit 2009 der Bayerischen Akademie der Schönen Künste in München und sitzt im Kuratorium der Akademie für gesprochenes Wort in Stuttgart.

## Auszeichnungen
- 1996: Johann-Heinrich-Voß-Preis für Übersetzung
- 2014: Johann-Friedrich-von-Cotta-Literatur- und Übersetzerpreis der Landeshauptstadt Stuttgart als Übersetzer

## Werke
- Zwetsgen-Baum-Holz. Ulrich Keicher, Warmbronn 2004.
- Phantome der Aufklärung. Berenberg, Berlin 2006, ISBN 978-3-937834-15-3.
- Hoch unten. Berenberg, Berlin 2008, ISBN 978-3-937834-30-6.
- Die Katze, der Regen, das Totenreich. Berenberg, Berlin 2012, ISBN 978-3-937834-51-1.
- Gaslicht. Sammelbilder aus dem 19. Jahrhundert. Berenberg, Berlin 2013, ISBN 978-3-937834-64-1.
- Der Mond. Berenberg, Berlin 2016, ISBN 978-3-946334-03-3.
- Peanuts. Reclam-Verlag, Stuttgart 2017, ISBN 978-3-15-020448-1 (In der Reihe 100 Seiten).
- Staub. Berenberg, Berlin 2019, ISBN 978-3-946334-61-3.
- Schatten und Schnee. Berenberg, Berlin 2022 ISBN 978-3-949203-40-4.

Herausgeberschaft
- gemeinsam mit Friedhelm Kemp: Gesellige Einsamkeit. Ausgewählte Essays zur Literatur. Wallstein Verlag, Göttingen 2017, ISBN 978-3-8353-1693-5

### Übersetzungen
Kalka übersetzte u. a. Werke von Edwin Abbott Abbott,  Martin Amis, Perry Anderson, Max Beerbohm, Léon Blum, Fernand Braudel, Anthony Burgess, Guillermo Cabrera Infante, Angela Carter, Gilbert K. Chesterton, Amy Clampitt, Jim Crace, Michael de Larrabeiti, Peter Demetz, Bret Easton Ellis, Charles Grandison Finney, Jean Giraudoux, Ernst H. Gombrich, Charles Grandison Finney, Henry Green, Nathaniel Hawthorne, Joseph Heller, Christopher Hitchens, Russell Hoban, Christopher Hope, Michael Innes, Christopher Isherwood, John Maynard Keynes, Christopher John Koch, Wayne Koestenbaum, Abbott J. Liebling, Arthur Machen, George Meredith, Jessica Mitford, Frank Plumpton Ramsey, Gilbert Sorrentino, James Stephens, Barbara Strachey, Kay Thompson, J.R.R. Tolkien, Jeff Torrington und William Foote Whyte.